# Ласкин, Борис Савельевич
Бори́с Саве́льевич Ла́скин (4 августа 1914, Орша, Могилёвская губерния — 22 августа 1983, Москва) — советский писатель, поэт, киносценарист, драматург, фронтовой корреспондент, автор юмористических рассказов и интермедий.
Автор текстов песен, популярных со времён Великой Отечественной войны, таких как «Три танкиста», «Спят курганы тёмные», «Марш танкистов».

## Биография
Родился 22 июля [4 августа] 1914 в Орше в еврейской семье. Отец Саул (Савелий) Моисеевич Ласкин, умер вскоре после его рождения. В 1918 году переехал с матерью Розой Соломоновной и братом Марком в Москву. Окончил сценарный факультет Государственного института кинематографии в 1935 году. С 1938 года работал в кино. Автор эстрадных интермедий, пьес, киносценариев, а также басни «Медведь на балу», исполненной бухгалтером Фёдором Петровичем в фильме «Карнавальная ночь».
Член Союза писателей СССР с 1948 года.
Скончался 22 августа 1983 года в Москве. Похоронен на Донском кладбище.

### Семья
Жена — Ариадна Васильевна Ласкина, кандидат медицинских наук. Две дочери, Елена и Наталья. Дочь Наталья была замужем за журналистом Я. К. Головановым, внук Дмитрий, внучка Анна.
Брат — Марк Савельевич Ласкин.
Двоюродная сестра — Евгения Самойловна Ласкина (1915—1991), филолог (окончила Литинститут 22 июня 1941), литературный редактор, заведующая отделом поэзии журнала «Москва»; в первом браке была замужем за звукооператором Яковом Хароном, во втором — за поэтом Константином Симоновым.

## Фильмография
- 1940 — Обыкновенное дело
- 1940 — Сын джигита
- 1941 — Боевой киносборник № 1, новелла «Сон в руку» (совм. с Л. Ленчем)
- 1942 — Швейк готовится к бою, новелла «Последний крестоносец» (совм. с И. Склютом)
- 1942 — Боевой киносборник № 11, новелла «Карьера лейтенанта Гоппа» (совм. с И. Склютом)
- 1942 — Музыкальный киносборник, новелла «Открытие сезона» (совм. с И. Склютом)
- 1943 — Родные берега, новелла «Пропавший без вести» (совм. с И. Склютом)
- 1946 — Центр нападения (совм. с Е. Помещиковым)
- 1955 — Бахтияр / Любимая песня (совм. с Н. Рожковым)
- 1955 — Счастливая юность / Весенние голоса
- 1956 — Карнавальная ночь (совм. с В. Поляковым)
- 1958 — Девушка с гитарой (совм. с В. Поляковым)
- 1959 — Не имей 100 рублей… (совм. с В. Поляковым)
- 1961 — Совершенно серьёзно, новелла «Иностранцы»
- 1965 — Дайте жалобную книгу (совм. с А. Галичем)
- 1969 — Старый знакомый (совм. с В. Поляковым)
- 1970 — Песни моря / Cintecele marii (совм. с Ф. Мунтяну)
- 1972 — Последние дни Помпеи (совм. с Л. Лиходеевым)
- 1973 — Эффект Ромашкина (совм. с Л. Лиходеевым)
- 1979 — Киевские встречи

### Мультипликация
- 1940 — Любимые герои (совм. с И. Склютом)
- 1950 — Дедушка и внучек
- 1965 — За час до свидания (совм. с М. Слободским)

## Сочинения
- Песни. — Ташкент, 1943 (первая книга Ласкина)
- Свидание. — М.: Правда, 1947
- Продолжение знакомства. — М.:Правда, 1951
- В жизни так случается. — М.: Советский писатель, 1955
- Сватовство майора. — М.: Правда, 1955
- Три танкиста. — М.: Воениздат, 1956
- Карнавальная ночь. — М.: Искусство, 1957
- Хорошее настроение. — М.: Советский писатель, 1959
- Смех в зале. — М.: Искусство, 1964
- Душа общества. — М.: Правда, 1964
- Спасибо за внимание. — М.: Советский писатель, 1968
- Человек без нервов. — М.: Правда, 1968
- Тридцать три рассказа. — М.: Детская литература, 1969
- Лабиринт. — М.: Советский писатель, 1973
- У всех на виду. — М.: Правда, 1975
- День, ночь и снова день. — М.: Правда, 1976
- Дом молодожёнов. — М.: Советский писатель,1976
- Друзья и соседи: Юмористические рассказы. — М.: Советский писатель, 1978
- Моя эстрада. — М.: Искусство, 1978
- Остановка запрещена: Повесть. Рассказы. — М.: Советский писатель, 1981
- Между прочим: Юмористические рассказы. — М.: |Правда, 1984
- Что было, то было: Рассказы. — М.: Советский писатель, 1985
- Избранное. Рассказы. Повесть. Пьесы. Киносценарий. — М.: Советский писатель, 1990

## Пьесы
- 1944, 1959 — «Небесное создание»
- 1945 — «Школьные товарищи», Театр имени Ленинского Комсомола
- 1946 — либретто оперетты «Одиннадцать неизвестных» (совм. с В. Дыховичным и М. Слободским), Московский театр оперетты
- 1947 — «Беспокойные люди», Театр имени Ленинского Комсомола
- 1960 — «Время любить», Театр имени Маяковского
- 1965 — «История болезни»

## Песни на стихи Бориса Ласкина
- «Спят курганы тёмные», 1939, из кинофильма «Большая жизнь», композитор Никита Богословский;
- «Марш танкистов», 1939, из кинофильма «Трактористы», композиторы Братья Покрасс;
- «Три танкиста», 1939, из кинофильма «Трактористы», композиторы Братья Покрасс, с другими словами впервые песня прозвучала в одном из выпусков боевого киносборника № 1 «Победа — за нами!»[3]

По сценарию, написанному Евгением Помещиковым, действие начиналось на Дальнем Востоке, в танковом подразделении. Командир полка говорил добрые напутственные слова воинам, уходящим после окончания службы в запас. Однако в процессе разработки режиссёрского сценария было решено начать фильм не с этой сцены, а с песни. Песни не было. И тогда Пырьев пригласил к себе поэта Бориса Ласкина и сказал ему, что нужна песня, в которой нашла бы отражение тема обороны наших границ, подвиг славных героев-танкистов, участников боёв на Хасане.

«Ясно? — спросил Пырьев и добавил тоном, не допускающим возражений, — песня должна быть готова завтра к часу дня…»

"Я сказал, что подумаю, — вспоминал Б. Ласкин, — и вышел от режиссёра несколько растерянный. Мне никогда не приходилось бывать на границе, не видел я боевых действий наших танкистов, хотя в армии к тому времени уже успел отслужить и потому определённое представление об этом грозном роде войск у меня сложилось. События, происшедшие на Дальнем Востоке, в то время очень остро переживали все советские люди. Думал о них и я. И начали складываться строчки:
На границе тучи ходят хмуро,
Край суровый тишиной объят.
У высоких берегов Амура
Часовые Родины стоят…
С готовым текстом Ласкин отправился к братьям Покрасс, авторам музыки будущего фильма. «Этому трудно поверить, — говорил он потом, — но песня была готова через 30—40 минут. Это был тот счастливый случай, когда слова и мелодия сразу нашли друг друга».

- «Ночь над Белградом», 1942, из кинофильма «Ночь над Белградом», композитор Никита Богословский
- «Коса», 1944, композитор Никита Богословский;
- Все песни из кинофильма «Близнецы», 1945, композитор Оскар Сандлер;
- «Песенка фронтового шофёра» («Эх, путь-дорожка фронтовая»), (вместе с Наумом Лабковским), композитор Борис Мокроусов[5], была написана в качестве дополнения любимого образа шофёра Минутки, герою Марка Бернеса из картины «Великий перелом» (1945). Бернес же и был первым исполнителем песни[6]. Также появилась в 1947 году в программе «Клуб весёлых артистов»;
- «Музыкальный магазин», 1958, из кинофильма «Девушка с гитарой», композитор Аркадий Островский;
- «Добрый вечер», 1964, совместно с Александром Галичем, и все остальные песни из кинофильма «Дайте жалобную книгу», композитор Анатолий Лепин.

## Эстрада
Произведения Бориса Ласкина исполняли Аркадий Райкин, Мария Миронова и Александр Менакер, Андрей Миронов и другие.

## Награды
- орден «Знак Почёта»[1] (1 августа 1974)
- медали[1]